# NBA 서머리그
NBA 서머리그(영어: NBA Summer League)는 NBA가 주관하는 비시즌 농구 대회다. NBA 팀들은 신인, 2년차, G리그 선수들을 포함한 정규 시즌 라인업 대신 다른 여름 로스터를 시도하기 위해 뭉친다. 현재 NBA 서머리그에는 라스베이거스 서머리그 (네바다주 라스베이거스 ) 외에 캘리포니아 클래식 (캘리포니아주 새크라멘토, 캘리포니아주 샌프란시스코)과 솔트레이크시티 서머리그 (유타주 솔트레이크시티)도 있다. 그리고 2002년부터 2017년까지 플로리다주 올랜도 개최되었던 올랜도 서머리그도 있었다.

### 라스베이거스 서머리그
- 2004년~2019년, 2021년~현재 : 네바다주 라스베이거스 개최함.
- 2011년 파업으로, 2020년 코로나19로 인해 미개최됨.

| 팀                        |
| ------------------------- |
| 애틀랜타 호크스           |
| 보스턴 셀틱스             |
| 브루클린 네츠             |
| 시카고 불스               |
| 클리블랜드 캐벌리어스     |
| 샬럿 호니츠               |
| 댈러스 매버릭스           |
| 디트로이트 피스턴스       |
| 덴버 너기츠               |
| 골든스테이트 워리어스     |
| 휴스턴 로키츠             |
| 인디애나 페이서스         |
| 로스앤젤레스 클리퍼스     |
| 로스앤젤레스 레이커스     |
| 멤피스 그리즐리스         |
| 마이애미 히트             |
| 밀워키 벅스               |
| 미네소타 팀버울브스       |
| 뉴올리언스 펠리컨스       |
| 뉴욕 닉스                 |
| 오클라호마시티 선더       |
| 올랜도 매직               |
| 필라델피아 세븐티식서스   |
| 피닉스 선스               |
| 포틀랜드 트레일블레이저스 |
| 새크라멘토 킹스           |
| 샌안토니오 스퍼스         |
| 토론토 랩터스             |
| 유타 재즈                 |
| 워싱턴 위저즈             |

### 올랜도 서머리그
- 2002년~2017년 : 플로리다주 올랜도 개최함.
- 2011년 파업으로 인해 미개최됨
- 2018년 폐지됨

| 팀                   |
| -------------------- |
| 올랜도 매직 (개최팀) |
| 샬럿 호니츠          |
| 댈러스 매버릭스      |
| 디트로이트 피스턴스  |
| 인디애나 페이서스    |
| 마이애미 히트        |
| 뉴욕 닉스            |
| 오클라호마시티 선더  |

### 유타 서머리그
- 2015년~2019년, 2021년~현재 : 유타주 솔트레이크시티 개최함.
- 2020년 코로나19로 인해 미개최됨.

| 팀                      |
| ----------------------- |
| 유타 재즈 (개최팀)      |
| 오클라호마시티 선더     |
| 멤피스 그리즐리스       |
| 필라델피아 세븐티식서스 |

### 캘로포니아 클래식
- 2018년~2019년, 2021년, 2023년 ~ 2025년 : 캘리포니아주 새크라멘토 개최함.
- 2020년 코로나19로 인해 미개최됨.
- 2022년, 2024년 ~ 현재 : 캘리포니아주 샌프란시스코 개최함.

| 팀                             |
| ------------------------------ |
| 로스앤젤레스 레이커스          |
| 골든스테이트 워리어스 (개최팀) |
| 마이애미 히트                  |
| 샌안토니오 스퍼스              |

## NBA 서머리그 경기장
| 라스베이거스 서머리그               | 라스베이거스 서머리그                     | 올랜도 서머리그                      | 올랜도 서머리그                         |
| ----------------------------------- | ----------------------------------------- | ------------------------------------ | --------------------------------------- |
| 콕스 파빌리온 (네바다주 패러다이스) | 토머스 & 맥 센터 (네바다주 패러다이스)    | 암웨이 아레나 (플로리다주 올랜도)    | 암웨이 센터 (플로리다주 올랜도)         |
| 수용인원: 2,500명                   | 수용인원: 18,776명                        | 수용인원: 17,461명                   | 수용인원: 18,846명                      |
|                                     |                                           |                                      |                                         |
| 유타 서머리그                       | 유타 서머리그                             | 캘로포니아 클래식                    | 캘로포니아 클래식                       |
| 델타 센터 (유타주 솔트레이크시티)   | 존 M. 헌츠맨 센터 (유타주 솔트레이크시티) | 골든 1 센터 (캘리포니아주 새크라멘토 | 체이스 센터 (캘리포니아주 샌프란시스코) |
| 수용인원: 19,911명                  | 수용인원: 15,000명                        | 수용인원: 17,500명                   | 수용인원: 18,064명                      |
|                                     |                                           |                                      |                                         |

## 서머리그 챔피언쉽

### 라스베이거스 서머리그
| 연도 | 우승팀                    | 스코어                    | 준우승팀                  |
| 2010 | 샌안토니오 스퍼스         | 리그전                    | 토론토 랩터스             |
| 2011 | 파업으로 인해 미개최됨.   | 파업으로 인해 미개최됨.   | 파업으로 인해 미개최됨.   |
| 2012 | 골든스테이트 워리어스     | 리그전                    | 샬럿 밥캐츠               |
| 2013 | 골든스테이트 워리어스     | 91-77                     | 피닉스 선스               |
| 2014 | 새크라멘토 킹스           | 77-68                     | 휴스턴 로키츠             |
| 2015 | 샌안토니오 스퍼스         | 93-90                     | 피닉스 선스               |
| 2016 | 시카고 불스               | 84-82(OT)                 | 미네소타 팀버울브스       |
| 2017 | 로스앤젤레스 레이커스     | 110-98                    | 포틀랜드 트레일블레이저스 |
| 2018 | 포틀랜드 트레일블레이저스 | 91 - 73                   | 로스앤젤레스 레이커스     |
| 2019 | 멤피스 그리즐리스         | 95 - 92                   | 미네소타 팀버울브스       |
| 2020 | 코로나19로 인해 미개최됨. | 코로나19로 인해 미개최됨. | 코로나19로 인해 미개최됨. |
| 2021 | 새크라멘토 킹스           | 100 - 67                  | 보스턴 셀틱스             |
| 2022 | 포틀랜드 트레일블레이저스 | 85 - 77                   | 뉴욕 닉스                 |
| 2023 | 클리블랜드 캐벌리어스     | 99 - 78                   | 휴스턴 로키츠             |
| 2024 | 마이애미 히트             | 120 - 118(OT)             | 멤피스 그리즐리스         |
| 2025 | 샬럿 호니츠               | 83 - 78                   | 새크라멘토 킹스           |

### 올랜도 서머리그
- 2011년 파업으로 인해 미개최됨

| 연도 | 우승팀                  | 스코어                  | 준우승팀                |
| 2010 | 오클라호마시티 선더     | 리그전                  | 샬럿 밥캐츠             |
| 2011 | 파업으로 인해 미개최됨. | 파업으로 인해 미개최됨. | 파업으로 인해 미개최됨. |
| 2012 | 디트로이트 피스턴스     | 리그전                  | 보스턴 셀틱스           |
| 2013 | 오클라호마시티 선더     | 85-77                   | 휴스턴 로키츠           |
| 2014 | 필라델피아 세븐티식서스 | 91-75                   | 멤피스 그리즐리스       |
| 2015 | 멤피스 그리즐리스       | 75-73(OT)               | 올랜도 매직 화이트      |
| 2016 | 올랜도 매직 화이트      | 87-84(OT)               | 디트로이트 피스턴스     |
| 2017 | 댈러스 매버릭스         | 83-81(OT)               | 디트로이트 피스턴스     |
| 2018 | 폐지됨                  | 폐지됨                  | 폐지됨                  |

### 유타 서머리그
| 연도 | 우승팀                    | 스코어                    | 준우승팀                  |
| 2015 | 유타 재즈                 | 84-78                     | 필라델피아 세븐티식서스   |
| 2016 | 보스턴 셀틱스             | 87-86                     | 샌안토니오 스퍼스         |
| 2017 | 유타 재즈                 | 68-65                     | 보스턴 셀틱스             |
| 2018 | 멤피스 그리즐리스         | 리그전                    | 샌안토니오 스퍼스         |
| 2019 | 멤피스 그리즐리스         | 리그전                    | 샌안토니오 스퍼스         |
| 2020 | 코로나19로 인해 미개최됨. | 코로나19로 인해 미개최됨. | 코로나19로 인해 미개최됨. |
| 2021 | 유타 재즈 화이트          | 리그전                    | 멤피스 그리즐리스         |
| 2022 | 멤피스 그리즐리스         | 리그전                    | 오클라호마시티 선더       |
| 2023 | 멤피스 그리즐리스         | 리그전                    | 오클라호마시티 선더       |
| 2024 | 오클라호마시티 선더       | 리그전                    | 유타 재즈                 |
| 2025 | 유타 재즈                 | 리그전                    | 멤피스 그리즐리스         |

### 캘로포니아 클래식
| 연도 | 우승팀                    | 스코어                    | 준우승팀                  |
| 2018 | 골든스테이트 워리어스     | 리그전                    | 마이애미 히트             |
| 2019 | 마이애미 히트             | 리그전                    | 로스앤젤레스 레이커스     |
| 2020 | 코로나19로 인해 미개최됨. | 코로나19로 인해 미개최됨. | 코로나19로 인해 미개최됨. |
| 2021 | 마이애미 히트             | 리그전                    | 골든스테이트 워리어스     |
| 2022 | 새크라멘토 킹스           | 리그전                    | 로스앤젤레스 레이커스     |
| 2023 | 새크라멘토 킹스           | 리그전                    | 샌안토니오 스퍼스         |
| 2024 | 샬럿 호니츠               | 리그전                    | 골든스테이트 워리어스     |
| 2025 | 로스앤젤레스 레이커스     | 리그전                    | 마이애미 히트             |